# Сильфон

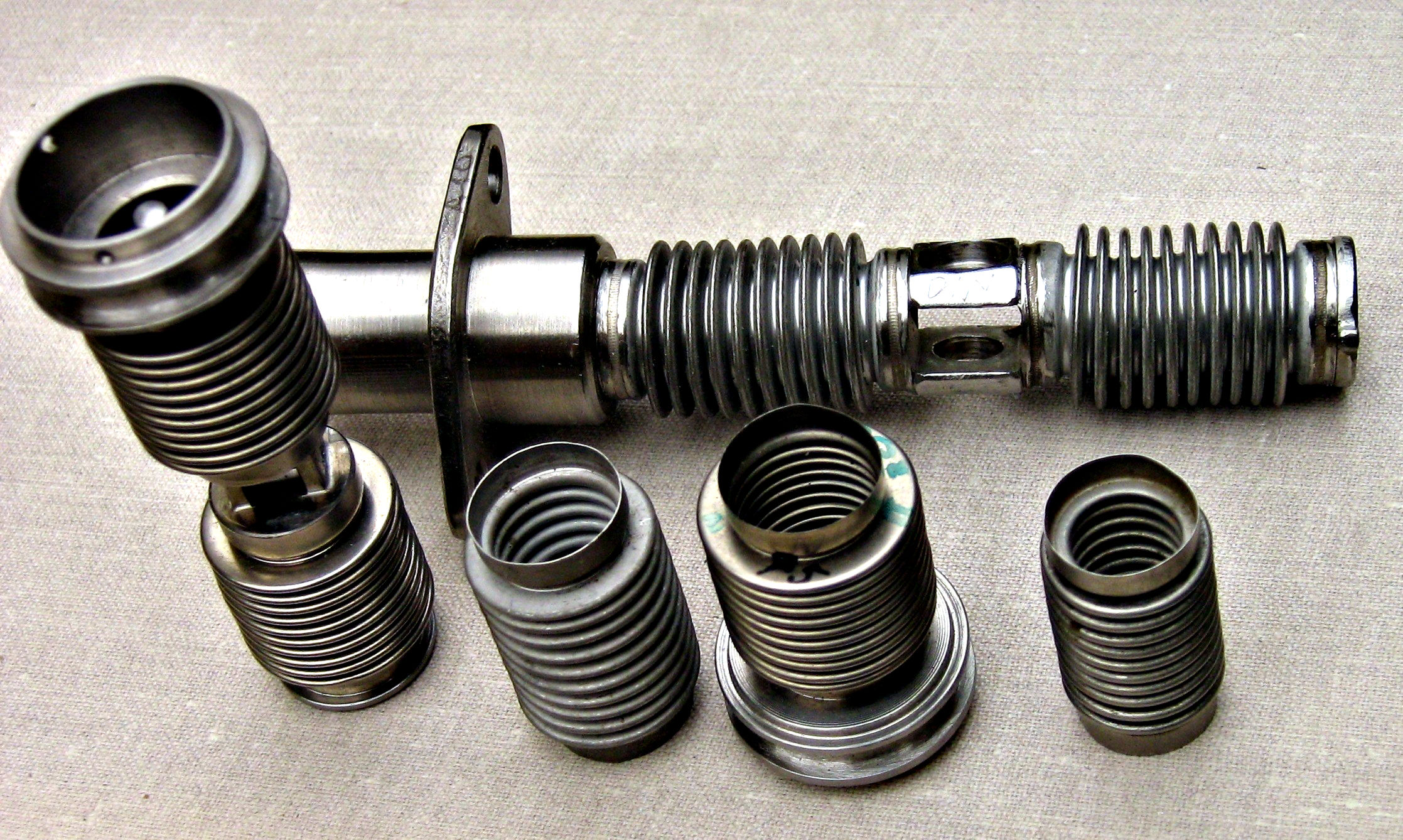
Сильфонні пристрої різних розмірів та призначення.

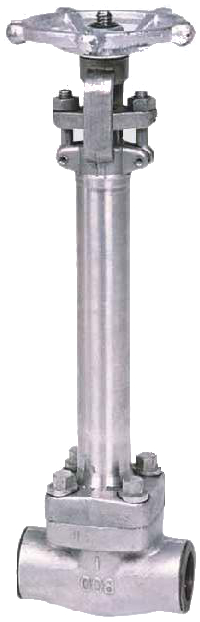
Запірний клапан з сильфонним ущільненням.

Принцип дії сильфонного привода.

Сильфон (від фірмової назви англ. Sylphon) — тонкостінна металева трубка або камера з гофрованою (хвилеподібною) бічною поверхнею. 
Сильфони виготовляють з латуні, берилієвої бронзи або неіржавної сталі. Найширше сильфони застосовують в пневмо- і гідроавтоматиці як чутливі елементи, що реагують (розширенням або стискуванням, подібно до пружини) на зміну тиску газу або рідини, що діє на дно сильфона (наприклад, в давачах температури, тиску), а також як гнучкі з'єднання трубопроводів, компенсатори температурних видовжень, пружних роздільників середовищ і таке інше. Стінки сильфона для роботи при великих різницях тиску і в агресивних середовищах виготовляють 2-, 3- і 4-шаровими.

## Одношарові металеві вимірювальні сильфони
Одношарові металеві вимірювальні сильфони за ГОСТ 21482-76, що використовуються як пружні чутливі елементи у пристроях контролю та регулювання різних конструкцій і служать для перетворення вимірюваного тиску у переміщення, а також використовуються як компенсатор (сильфонний компенсатор) і роздільник середовищ, в різних сильфонних вузлах. Виготовляються із сплаву марки 36НХТЮ (ГОСТ 10994-74), берилієвої бронзи марки БрБ2 (ГОСТ 18175-78), нержавіючої сталі марок 12Х18Н10Т і 08Х18Н10Т (ГОСТ 5632-72), та призначені для роботи у середовищах, що не спричиняють корозію матеріалу при температурах: 
- від 213К (—60 °C) до 473К (+200 °C) — для сильфонів із сплаву марки 36НХТЮ;
- від 213К (—60 °C) до 373К (+100 °C) — для сильфонів з берилієвої бронзи марки БрБ2;
- від 73К (-200 °C) до 673К (+400 °C) — для сильфонів з нержавіючої сталі марок 12Х18Н10Т та 08Х18Н10Т.

Стандартом передбачено понад 150 типорозмірів сильфонів діаметрами від 4,5 до 125 мм при товщині стінки від 0,08 до 0,25 мм.

## Сильфони багатошарові
Багатошарові сильфони за ГОСТ 21744-83 призначені для роботи як чутливі елементи, роздільники середовищ, ущільнювальні пристроїв, а також як елементи силових вузлів в середовищах, що не викликають корозії матеріалу, при температурах від —260 °C до +550 °C.
Застосовуються у безсальниковій арматурі, ущільненнях рухомих вводів, демпферних елементах, системах опалення, трубопроводах тощо.
Сильфони виготовляються з корозієстійкої і жаротривкої сталей марок 08Х18Н10Т або 12Х18Н10Т. Забезпечують абсолютну герметичність при високому тиску і температурі в поєднанні з доброю гнучкістю, що є особливо актуальним в умовах шкідливих виробництв.
Стандартом передбачено близько 150 типорозмірів сильфонів діаметрами від 16 до 125 мм з товщиною шару від 0,08 до 0,25 мм.

## Сильфони зварні
Зварні сильфони за ТУ В 25.2472.0066-88 призначені для використання як пружних чутливих елементів у складі виробів спеціальної техніки. Гофри зварного сильфона виготовлені у вигляді кільцевих мембран заданого профілю, з'єднаних між собою аргонодуговим зварюванням. Мають низку істотних переваг перед суцільнотягнутими сильфонами: великий робочий хід, високий ресурс роботи, менший розкид жорсткості тощо.
Зварні пластинчасті сильфони мають малу жорсткість, високу пружність, високу стійкість при знакозмінних навантаженнях і довговічність. Одношарові сильфони особливо ефективні при роботі з низьким тиском і вакуумом. Величина переміщення становить до 80% довжини, що забезпечує високу компенсуючу здатність зварного пластинчастого сильфона. Виготовляють із сталі марки 12Х18Н10Т.

## Приклади використання

### Засоби автоматики

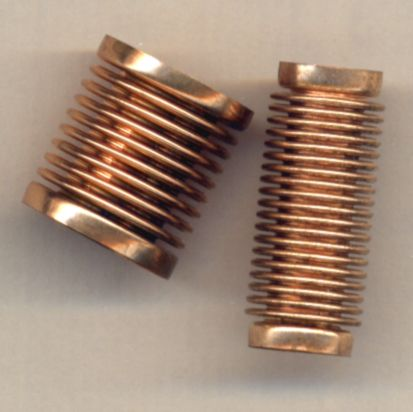
Сильфони, виготовлені з бронзи

Здатність сильфонів змінювати свою довжину під дією тиску середовища використовується у засобах автоматизації для перетворення тиску газу (зовнішнього або внутрішнього) у пропорційні йому переміщення дна сильфона. Основна характеристика сильфона — це його механічна жорсткість, що визначається відношенням діючої на сильфон сили до викликаної нею деформації. У межах лінійної статичної характеристики сильфона (залежність зусилля-хід) механічна жорсткість сильфона стала. Для збільшення при необхідності жорсткості сильфона у внутрішній його частині розташовують пружину.

### Трубопровідна арматура
Широко застосовується в трубопровідній арматурі як герметизуючий, чутливий і силовий елемент:
- як ущільнюючий елемент запірних і регулювальних клапанів;
- у пневматичних (гідравлічних) приводах арматури невеликого розміру;
- різноманітні керуючі (пілотні) пристрої арматури, і реле для управління запірною арматурою (наприклад, позіционери);
- у одному з видів термостатичних конденсатовідвідників принцип роботи базується на властивостях сильфонів.

### Трубопроводи
Сильфонні компенсатори застосовуються для компенсації температурного розширення трубопроводів; запобігання руйнуванню труб при їх деформації; компенсації не співвісності в трубопровідних системах, що виникли унаслідок монтажних робіт; ізоляції вібраційних навантажень від працюючого устаткування і потоку середовища, що транспортується.